# Celestino del Arenal
Celestino del Arenal Moyúa (Bilbao, 30 de agosto de 1943) es un politólogo e internacionalista español. Licenciado en Derecho por la Universidad de Deusto, Del Arenal se doctoró en Derecho Internacional por la Universidad Complutense de Madrid como discípulo del profesor Antonio Truyol y Serra.

## Biografía
Desde los años setenta, Del Arenal se especializa en el estudio de la Teoría de las Relaciones Internacionales. Entre 1990 y 1992, Del Arenal dirigió el Máster en Estudios Internacionales para la Paz de la Universidad para la Paz de las Naciones Unidas sita en Ciudad Colón (Costa Rica). De 1993 a 1998 dirigió el máster en Estudios Iberoamericanos de la Universidad Complutense de Madrid y la Casa de América.
Fue profesor de Derecho Internacional Público en la Facultad de Ciencias Políticas y Sociología de la Universidad Complutense entre 1968 y 1980. Ese año, se trasladó a la recién creada Facultad de Ciencias de la Información de la Universidad del País Vasco, actual Facultad de Ciencias Sociales y de la Comunicación, de la que fue Decano. Desde 1993 y hasta su jubilación ha sido catedrático de Relaciones Internacionales en el Departamento de Derecho Internacional Público y Relaciones Internacionales (Estudios Internacionales) de la Facultad de Ciencias Políticas y Sociología (Universidad Complutense de Madrid). También ha sido profesor de la Escuela Diplomática de España y del CESEDEN, investigador del Instituto Complutense de Estudios Internacionales, y ha colaborado con la revista Política Exterior y como analista del Real Instituto Elcano, think tank de cuyo Consejo Científico ha sido miembro.
El profesor Arenal fue investido doctor honoris causa por la Universidad Rey Juan Carlos (URJC) el 8 de mayo de 2015.
El profesor Del Arenal es miembro de número de la Asociación Española de Profesores de Derecho Internacional y Relaciones Internacionales (AEPDIRI).

## Obras
- Teorías de las Relaciones Internacionales (con José Antonio Sanahuja, coords.). Madrid, Tecnos, 2015, ISBN 978-84-309-6689-9
- Etnocentrismo y teoría de las relaciones internacionales: una visión crítica. Madrid, Tecnos, 2014, ISBN 978-84-309-6208-2
- Política exterior de España y relaciones con América Latina. Madrid, Siglo XXI/Fundación Carolina, 2011, ISBN 979-84-323-1486-5
- América Latina y los bicentenarios: una agenda de futuro, (Coord., con José Antonio Sanahuja, Madrid, Siglo XXI/Fundación Carolina, 2010, ISBN 978-84-323-1460-5
- España y América Latina 200 años después de la independencia. Valoración y perspectivas (Coord.), Madrid, Real Instituto Elcano/Marcial Pons, ISBN 978-84-936991-0-9
- Los retos de la gestión del riesgo y la cohesión social. El futuro de Cruz Roja en América Latina y el Caribe. (Dir., con José Antonio Sanahuja (Coordinador), Ignacio Martínez y Julia Espinosa (investigadores principales), Ginebra, Federación Internacional de Sociedades de la cruz Roja y la Media Luna Roja, 2009, ISBN 976-92-9139-146-2
- Las cumbres iberoamericanas (1991-2005): logros y desafíos; (coord.). Madrid: Fundación Carolina: Siglo XXI de España, 2005.
- La relación de cooperación en materia de seguridad entre la Unión Europea y América Latina. Valencia: Tirant lo Blanch, 2002
- La política exterior de España hacia Iberoamérica. Madrid: Ed. Complutense, 1994.
- 1976-1992, una nueva etapa en las relaciones de España con Iberoamérica. Madrid: Casa de América, 1994.
- Los retos del desarrollo humano: el futuro de la Cruz Roja en América Latina y el Caribe, Director; Federación Internacional de Sociedades de la Cruz Roja y de la Media Luna Roja [ed. lit.] San José de Costa Rica: Absoluto, 1993.
- Introducción a las Relaciones Internacionales. Madrid: Tecnos, 1990, ISBN 84-309-1886-8. (Cuarta edición, 2007, ISBN 978-84-309-4589-4)
- España e Iberoamérica: De la hispanidad a la Comunidad Iberoamericana de Naciones; con la colaboración de Alfonso Nájera. Madrid: CEDEAL, 1989.
- España y la OTAN: textos y documentos. Madrid: Tecnos, D.L. 1986.
- La teoría de las relaciones internacionales en España. Madrid: International Law Association (Sección española), 1979.